# Arla (företag)
Arla ek. för. var ett svenskt mejerikooperativ som fusionerades med den danska motsvarigheten MD Foods och blev Arla Foods den 17 april 2000.

## Historik
Företagsnamnet Arla kommer från den första mjölkandelsföreningen som bildades år 1881 på gården Stora Arla i Odensvi socken, Köpings kommun, Västmanland. Den 26 april 1915 grundades Lantmännens Mjölkförsäljningsförening u p a, som senare bytte namn till Mjölkcentralen, förkortat MC på hotell Kronprinsen i Stockholm. Mjölkcentralen ägdes av mjölkbönderna för att få ordning på Stockholms mjölkhandel som bestod av många olika mejerier och små mjölkbutiker. Det var det första kooperativa mejeribolaget i Sverige som omfattade flera orter. Företagets symbol var en röd ko med lite kantiga former, som bland annat tillverkades i trä. Kons gestaltning har moderniserats och den lever kvar som varumärke i Sverige.
I Göteborg var Arla-Mjölk ett välkänt begrepp fram till 1964. Namnet hade sitt ursprung i familjen Adlers mjölkbutiker, vars verksamhet samlades under bolagsnamnet Arla Mejeri AB. Bolaget köptes upp av Lantbrukarnas Mjölkcentral (LMC) 1935.
När Lantbrukarnas Mjölkcentral i Göteborg, Sydöstmejerier och Örebroortens Mejeriförening gick samman med MC under åren 1971-73 togs MC-märket i koskällan bort. När det gemensamma namnet Arla antogs 1975 bytte MC-kon namn till Arlakon, och formen på kon förändrades. Arlanamnet sattes nu på sidan av kon medan ovalen runt omkring bibehölls.

### Fusionen med MD Foods

#### Dansk-svensk sammanslagning
I slutet av 1990-talet pågick diskussioner om att Arla skulle expandera utanför landets gränser. Framför allt gällde det alternativen fusion med det finländska Valio Oy eller det danska MD Foods. Valio var marknadsledande i Finland och var i samma storlek som Arla, men hade inga större exportnätverk. Däremot skulle de två företagen ha lika mycket inflytande och ägande i det nya företaget. MD Foods var dubbelt så stort som Arla och hade ett stort exportnätverk, men en sammanslagning skulle resultera i mindre inflytande och ägande i det nya företaget för Arlas del.
Valio backade från en fusion när förhandlingarna om detta läckte ut i finländsk media. Arla inledde istället fusionsförhandlingar med MD Foods. För att lösa skillnaden mellan företagens storlek bestämdes att företagens inflytande och ägarskap i det nya kombinerade företaget skulle vara rörlig och baseras på mjölkmängd och antalet medlemmar alternativt mjölkleverantörer de hade vid fusionen. Detta innebar att MD Foods skulle bli majoritetsägare med 60 procent av det nya kombinerade företaget medan Arla skulle ha de resterande 40 procent. Namnet blev Arla Foods eftersom MD inte ansågs vara lämpligt; det var en förkortning av Mejeriselskabet Danmark och ansågs inte kunna representera ett nordiskt företag.
Arla bestod vid den tidpunkten av 39 delägarkretsar runt om i Sverige. Efter att fusionsförhandlingarna avslutats röstade 35 delägarkretsar för en fusion medan fyra röstade emot. En fusion kunde dock bara genomföras med ett enhälligt beslut. I mars 2000 höll man fusionsstämma på Norra Latin i Stockholm, där 197 röstade för och sju emot. Efter ajournering beslöt de som röstade emot att lägga ner sina röster. I och med det kunde Arla fullfölja sina fusionsplaner med MD Foods, fusionen slutfördes den 17 april och namnbytet den 6 juni.
Vid sammanslagningen fick företaget en ny logotyp, en grön oval med texten Arla Foods. Den klassiska Arla-kossan används fortfarande, men nu som ett varumärke på produkter som är baserade på svensk mjölkråvara. 2003 beslutades det att Arla Foods båda moderföreningar Arla ek. för. och MD Foods skulle upplösas i syfte att låta alla medlemmar vara delägare på samma villkor.

## Ledare

### Styrelseordförande
- Arvid Wachtmeister, 1971–1989[4]
- Lars Lamberg, 1989–2000[4]

### Verkställande direktörer
- Jan-Robert Eklind, 1971–1984[10]
- Carl-Arne Samuelson, 1984–1990[11]
- Åke Modig, 1990–2000[12]